# Bombyx de l'ailante
Samia cynthia
Espèce
Le Bombyx de l'ailante ou Croissant,  Samia cynthia, est une espèce de lépidoptères appartenant à la famille des Saturniidae, à la sous-famille des Saturniinae. Originaire de la Chine du nord, il a été introduit dans de nombreuses régions du monde pour l’élevage de sa chenille, produisant un fil de soie.

## Description
L'imago mâle a une envergure de 12 à 13 cm. La longueur de l'aile antérieure varie de 56 à 67 mm. Les quatre ailes sont brunes, avec sur chacune une large raie postdiscale blanc rosâtre et une tache discale blanchâtre en forme de croissant. Les ailes antérieures ont un petit ocelle apical.

## Biologie
- Période de vol : principalement de mai à juin et aussi en septembre-octobre. Espèce univoltine ou bivoltine selon la localisation.
- Habitat : tout endroit où se trouvent des ailantes.
- Plantes-hôtes : Ailanthus (en particulier Ailanthus altissima, introduit en Europe en particulier pour l'élevage du Bombyx de l'ailante en vue de la production de soie, et depuis devenu espèce invasive dans de nombreux pays).

## Répartition
Ce papillon se rencontre en Inde et en Asie du Sud-Est. Il a été introduit au Proche-Orient, Afrique du Nord, Europe et Amérique du Nord.

## Liste des sous-espèces
Selon NCBI (3 septembre 2013) :
- sous-espèce Samia cynthia cynthia
- sous-espèce Samia cynthia pryeri
- sous-espèce Samia cynthia walkeri

## Introduction en France
Chéron d'Incarville découvrit l'espèce en Chine, mais elle fut introduite en France par Félix Édouard Guérin-Méneville en 1855, comme la Saturnie du chêne du Japon (Antheraea yamamai) et le Ver à soie tussah (A. pernyi), afin de trouver une espèce capable de remplacer le ver à soie atteint alors de pébrine et ainsi produire une soie de moins bonne qualité « un linge grossier de couleur grise supportant parfaitement le lavage », comme le présente François-Xavier Dentrecolles, missionnaire en Chine à la fin du XVIIIe siècle. Ce tissu est appelé ailantine. Des milliers d'ailantes sont plantés dans la vallée du Rhône et le nord de l'Italie. La prédation par les fourmis et les mésanges, la reprise du commerce du coton après la guerre de Sécession et l'invention de la viscose sont les facteurs concomitants qui signent l'arrêt de la production de l'ailantine.  
En France, malgré l'arrêt de l'élevage industriel des chenilles pour produire de la soie, Samia Cynthia est encore observable en région parisienne, région bordelaise et région alsacienne dans les parcs, les jardins et les rues où des ailantes sont présents. Cependant, il semblerait que l'espèce régresse depuis les années 1960 à cause de la pollution et de l'abattage des vieux ailantes.  

Carte de répartition en Europe occidentale.

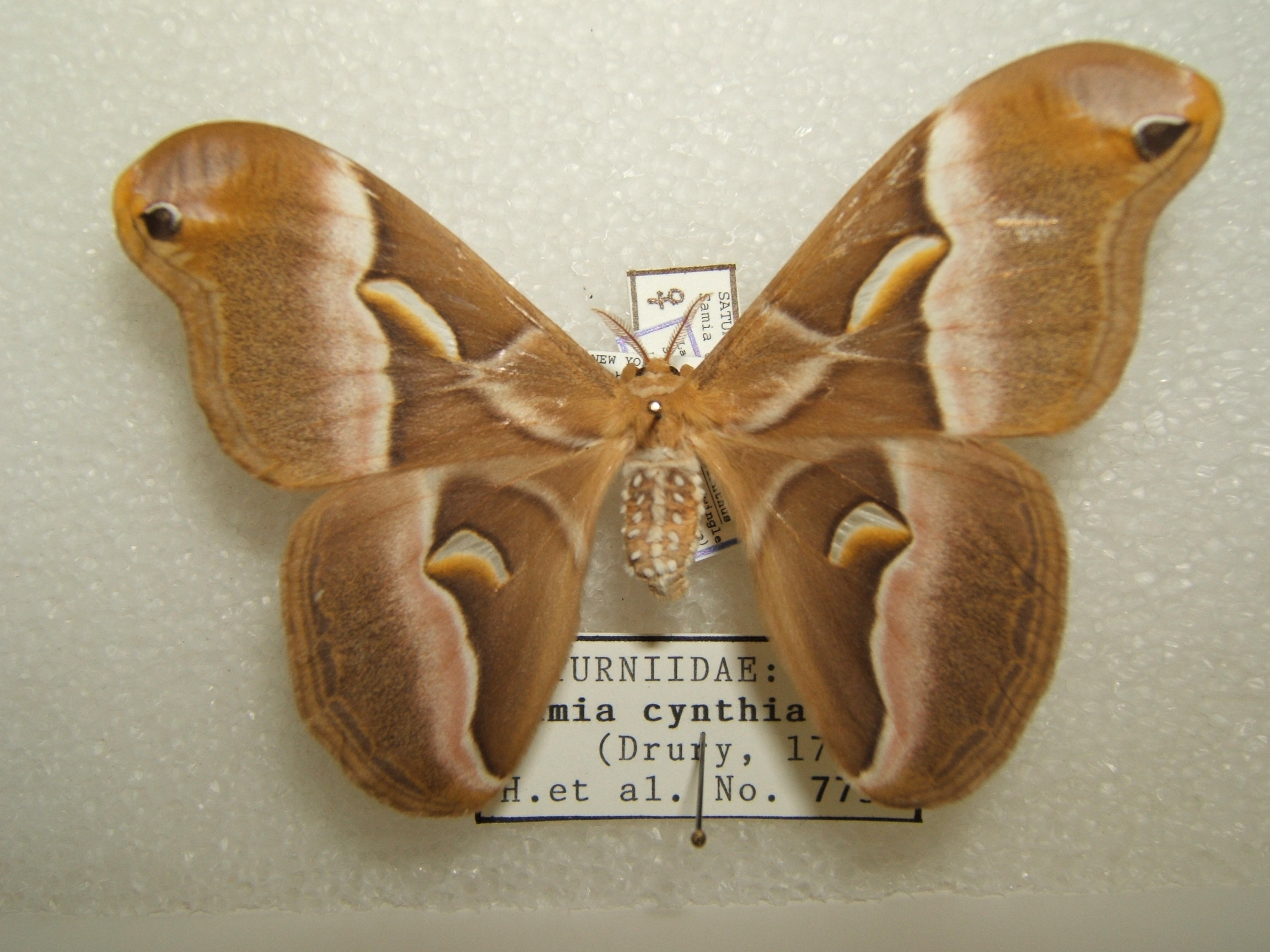
Adulte femelle
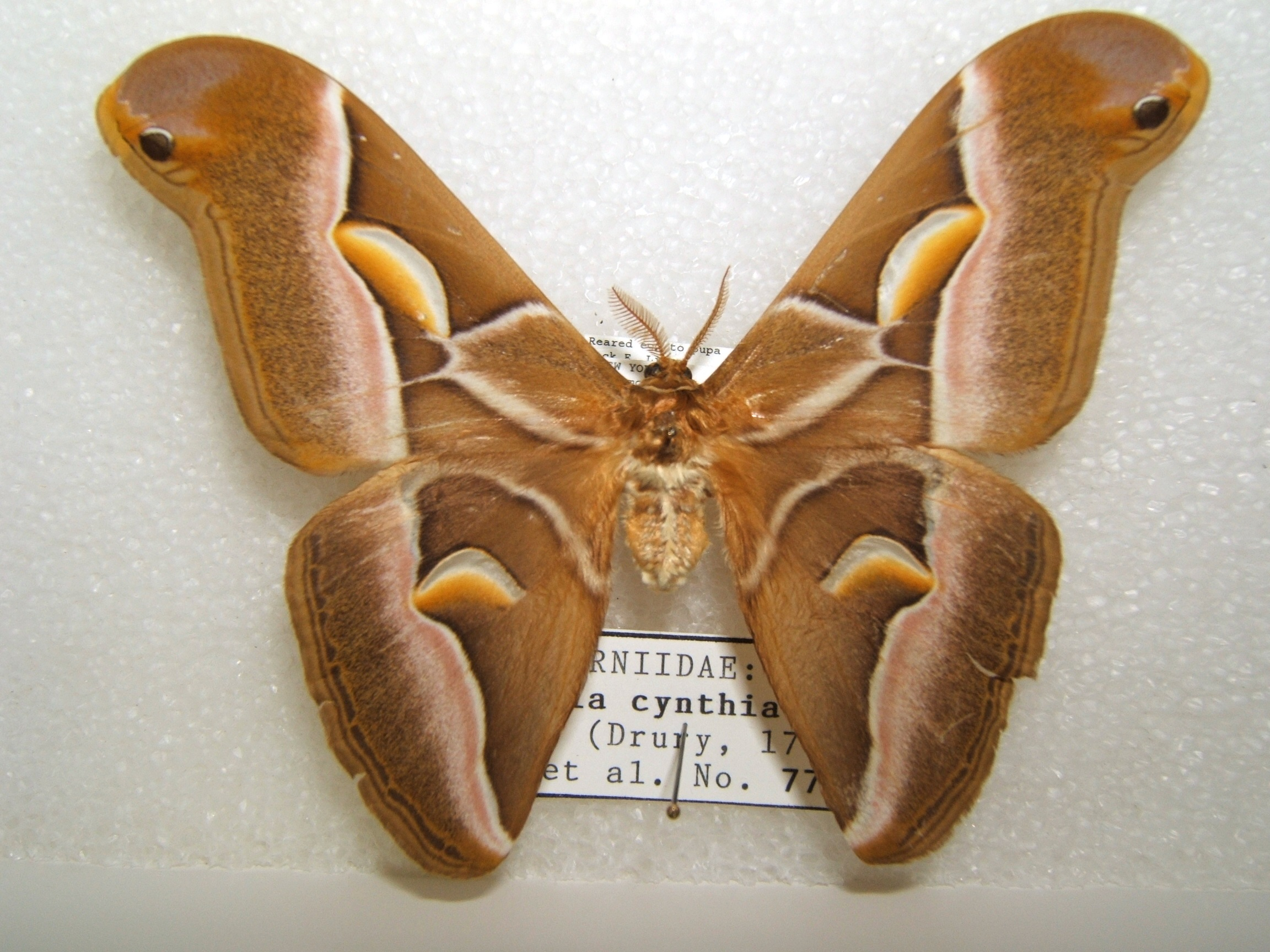
Adulte mâle
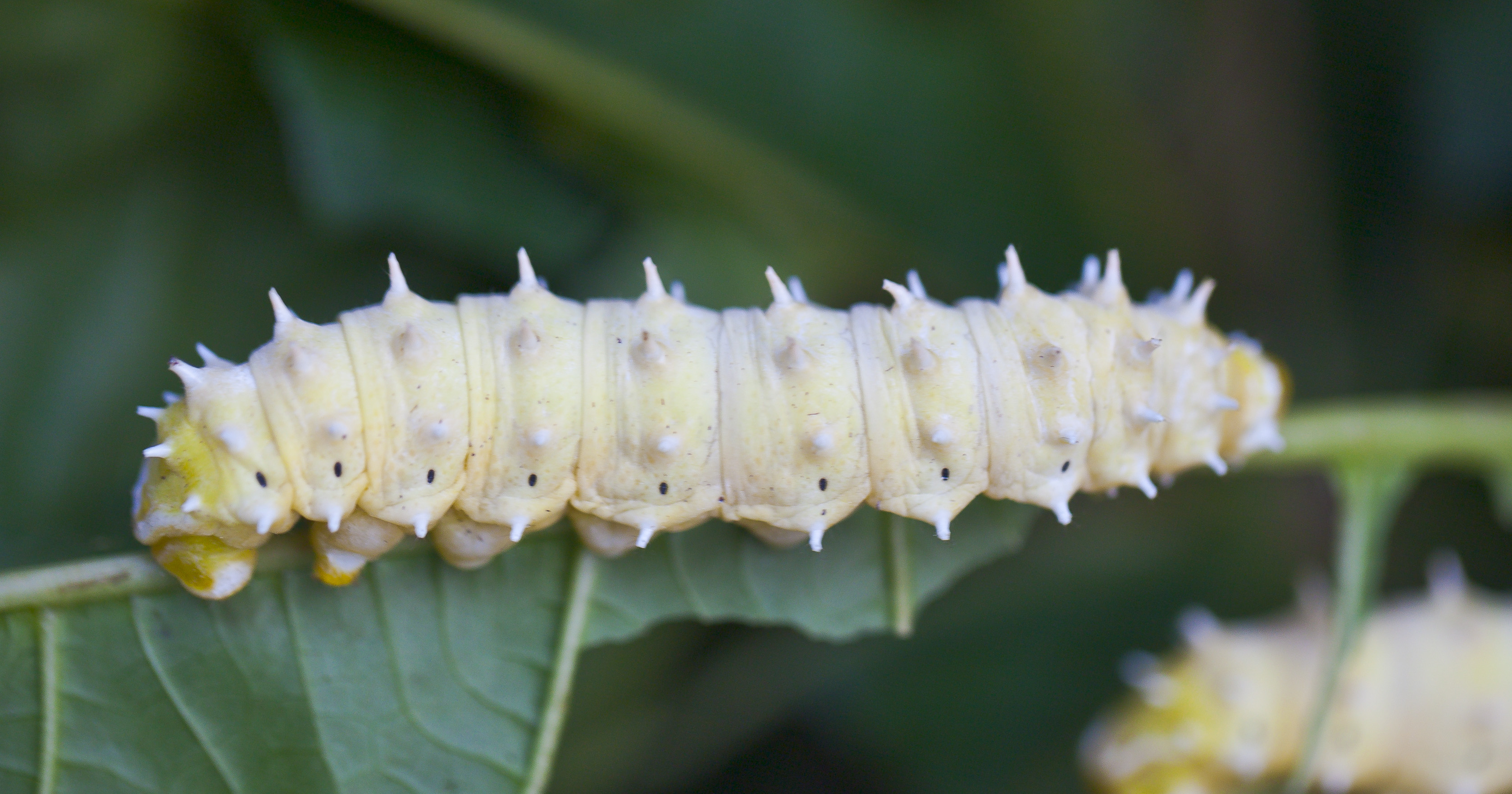
Chenille
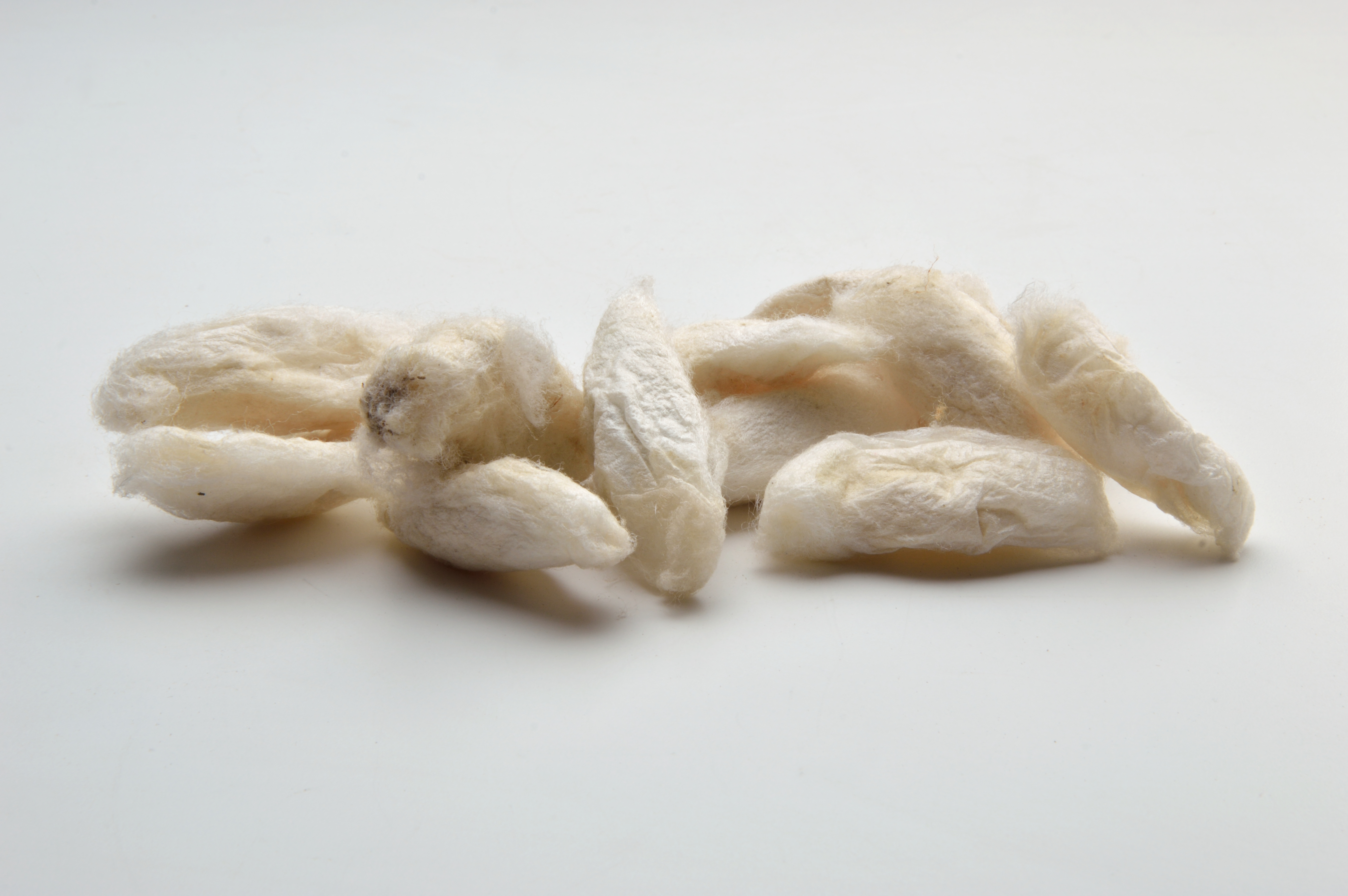
Cocons

## Source
- P.C. Rougeot, P. Viette, Guide des papillons nocturnes d'Europe et d'Afrique du Nord, Delachaux et Niestlé, Lausanne 1978.